# Daan Soete
Daan Soete (né le 19 décembre 1994 à Herentals dans la province d'Anvers en Belgique) est un coureur cycliste belge. Spécialiste du cyclo-cross, il court également sur route et en VTT.

## Biographie
Daan Soete grandit à Herentals, où il pratique d'abord le cyclo-cross et s'entraîne beaucoup avec Wout van Aert, qui a le même âge que lui. En 2012, il devient champion de Belgique de cyclo-cross juniors (moins de 19 ans), à l'issue d'un sprint contre van Aert. Après cela, sa carrière ne s'est pas développée comme espéré, en partie à cause de problèmes de santé. Néanmoins, il parvient à monter deux fois sur le podium de manches de Coupe du monde (Waterloo 2017 et Iowa City 2019) et se classe plusieurs fois dans le top 10 des championnats du monde (2018 et 2022). En 2018, il remporte la première édition du Rapencross de Lokeren malgré la présence de Wout van Aert et Mathieu van der Poel. À partir de 2020, il court pour les équipes Hens-Maes et Deschacht-Hens, puis rejoint fin 2024 la Ridley Racing Team. 
Durant la saison estivale, Soete pratique plusieurs autres disciplines cyclistes. En cyclisme sur route, ses plus grands succès sont deux succès sur des prologues du Tour de Haute-Autriche 2021 et 2022. En VTT, il termine plusieurs fois sur le podium du championnat de Belgique de cross-country entre 2018 et 2024, sans décrocher le titre. En 2024, il devient champion de Belgique de beachrace. En Gravel, il est deuxième du championnat de Belgique en 2024 et remporte une course des UCI Gravel World Series lors de la 3Rides Gravel Race près d'Aix-la-Chapelle.

## Palmarès en cyclo-cross
- 2009-2010
  -  Champion de Belgique de cyclo-cross cadets deuxième année
- 2011-2012
  -  Champion de Belgique de cyclo-cross juniors
- 2012-2013
  - Internationale Cyclo-Cross Rucphen espoirs, Rucphen
- 2015-2016
  - Trophée Banque Bpost espoirs #8, Saint-Nicolas
- 2017-2018
  - Grand-Prix de la Commune de Contern, Contern
  - Toi Toi Cup #5, Uničov
  - 3e du championnat de Belgique de cyclo-cross
  - 9e du championnat du monde de cyclo-cross
  - 10e de la Coupe du monde
- 2018-2019
  - Brico Cross Rapencross, Lokeren
  - 10e du championnat d'Europe de cyclo-cross
- 2020-2021
  - 6e du championnat d'Europe de cyclo-cross
- 2021-2022
  - Trek Cup, Waterloo
  - 9e de la Coupe du monde
  - 10e du championnat d'Europe de cyclo-cross
  - 10e du championnat du monde de cyclo-cross

## Palmarès sur route

### Par années
- 2021
  - Prologue du Tour de Haute-Autriche
  - 2e de la Coupe Marcel Indekeu
- 2022
  - Prologue du Tour de Haute-Autriche
- 2023
  - 3e étape du Triptyque ardennais
  - 2e du Triptyque ardennais

### Classements mondiaux
| Année                                 | 2019  | 2020 | 2021  | 2022  | 2023  | 2024  |
| ------------------------------------- | ----- | ---- | ----- | ----- | ----- | ----- |
| Classement mondial                    | 2594e | nc   | 1988e | 1749e | 3151e | 2876e |
| UCI Europe Tour                       | 1641e | nc   | 1386e | 1146e | nc    | nc    |
|                                       |       |      |       |       |       |       |
| Légende : nc = non classéSource : UCI |       |      |       |       |       |       |

## Palmarès en VTT
- 2010
  -  Champion du Belgique de cross-country débutants
- 2011
  - 3e du championnat de Belgique de cross-country juniors
- 2012
  - 2e du championnat de Belgique de cross-country juniors
- 2014
  - 2e du championnat de Belgique de cross-country espoirs
- 2018
  - 3e du championnat de Belgique de cross-country
- 2019
  - 3e du championnat de Belgique de cross-country
- 2021
  - 2e du championnat de Belgique de cross-country
- 2024
  -  Champion de Belgique de beachrace
  - 2e du championnat de Belgique de cross-country
  - 3e du championnat de Belgique de cross-country short track